# Nazionale maschile under 17 di football americano di El Salvador
La nazionale Under-17 di football americano di El Salvador è la selezione Under-17 maschile di football americano della SAAIF che rappresenta El Salvador nelle varie competizioni ufficiali o amichevoli riservate a squadre nazionali Under-17.

## Dettaglio stagioni

### Amichevoli
| Stagione | Vin | Par | Per | Tot | PF | PS | avversaria |
| -------- | --- | --- | --- | --- | -- | -- | ---------- |
| 2015     | 0   | 0   | 1   | 1   | 12 | 18 | Guatemala  |
| Totale   | 0   | 0   | 1   | 1   | 12 | 18 |            |

### Riepilogo partite disputate
| Anno             | Luogo       | Evento     | Fase del torneo | Incontro                | Risultato |
| 15 novembre 2015 | Santa Tecla | Amichevole |                 | El Salvador - Guatemala | 12 - 18   |

## Confronti con le altre Nazionali
Questi sono i saldi della nazionale di El Salvador nei confronti delle nazionali incontrate.

### Saldo negativo
| Nazionale | Giocate | Vinte | Pareggiate | Perse | PF | PS | Ultima vittoria | Ultimo pari | Ultima sconfitta |
| --------- | ------- | ----- | ---------- | ----- | -- | -- | --------------- | ----------- | ---------------- |
| Guatemala | 1       | 0     | 0          | 1     | 12 | 18 | -               | -           | 2015             |